# Rumpegylet (Kyrkhults socken, Blekinge)
Rumpegylet är en sjö i Olofströms kommun i Blekinge och ingår i Mörrumsåns huvudavrinningsområde.